# Saillenard
Saillenard är en kommun i departementet Saône-et-Loire i regionen Bourgogne-Franche-Comté i östra Frankrike. Kommunen ligger i kantonen Beaurepaire-en-Bresse som tillhör arrondissementet Louhans. År 2022 hade Saillenard 810 invånare.

## Befolkningsutveckling
Antalet invånare i kommunen Saillenard
| Referens: INSEE |